# Arnold de Lantins
Arnold de Lantins (actif dans les années 1420 – et avant le 2 juillet 1432) est un compositeur de l'École bourguignonne et de l'École franco-flamande de la fin de l'époque médiévale et du début de la Renaissance et l'un des rares musiciens qui en montre les deux aspects. C'est un contemporain de Dufay, Gilles Binchois, Johannes de Limburgia et Johannes Ciconia. Son nom latin est Arnoldus de Lantinis.

## Biographie
On sait très peu de choses sur sa vie, à l'exception des années 1420-1430. On présume sa naissance en Flandre ou à proximité, notamment l'ancienne Principauté de Liège. Il a peut-être été un élève de Ciconia. En 1423, il était probablement au service de la famille Malatesta de Pesaro : Dufay le mentionnant dans le rondeau Hé, compaignons, écrit entre 1420 et 1424. Lantins était à Venise en 1428 et à Rome en 1431 où, avec Dufay, il était chantre au sein du chœur de la chapelle papale. Il ne passa que six mois à Rome et ensuite, disparaît de l'histoire. Rome entrait dans une période de troubles liées au mouvement conciliaire, après la mort du pape Martin V, en février 1431. De nombreux musiciens ont quitté la Chapelle à ce moment-là ; Lantins fut peut-être l'un d'eux.
Nulle certitude sur la parenté d'un homonyme absolu, Hugo de Lantins, compositeur actif à la même époque. Leurs œuvres apparaissant souvent ensemble dans des collections, ce qui assure qu'ils ont été actifs dans les mêmes régions géographiques. Néanmoins, au vu de la différence de style, on considère qu'il s'agit de deux personnes distinctes, peut-être des frères ou des cousins.

## Œuvre
Les compositions de Lantin ont été tenues en haute estime et elles apparaissent dans les manuscrits, aux côtés de Dufay, Gilles Binchois et Johannes Ciconia. En particulier le motet Tota pulchra es dont on trouve de nombreuses sources, pour l'essentiel des manuscrits du nord de l'Italie. Avant l'avènement de l'imprimerie, une large diffusion des copies est considérée comme une preuve de la popularité d'un compositeur.
Arnold a composé une messe, retrouvé à Bologne dans le codex Q15. Tous les mouvements se trouvent dans le manuscrit Oxford 213, bien que les deux derniers mouvements soient séparés des autres : les trois premiers se trouvant dans un autre manuscrit, Bologne 2216.
Dans le manuscrit de Bologne Q15 se trouvent aussi plusieurs parties d'une messe composite, Verbum incarnatum, complétant les parties écrites par Johannes Ciconia. Il existe plusieurs autres exemples de compositeurs achevant des messes partielles composées par d'autres. Citons Zacara da Teramo, toujours dans Bologne Q15. Musicalement, les mouvements de la messe (à trois voix) d'Arnold, sont assez simples. Il utilise la technique du motif revenant dans tous les mouvements ce qui en fait l'une des premières messes cycliques en évitant l'écriture imitative. Le motif, est emprunté à son motet O pulcherrina mulierum et un strict usage du cantus firmus au ténor. La messe est une messe mariale.
En revanche, certaines pièces sacrées, comme ses motets mariaux, contiennent une écriture mélodique fleurie et utilisent l'imitation.
On trouve également de la musique profane, des ballades et des rondeaux tous en français, ainsi que quelques courtes pièces sacrées. Certaines d'entre elles se référent à des événements spécifiques ou des personnes particulières, mais celles-ci n'ont pas été identifiées avec certitude.
Il reste donc 14 chansons, un cycle de messe, deux paires de mouvements de messe et trois petites pièces sacrées.
| Titre                                  | Texte                           | Ms. principal                                   | no /fo                                                             | Note |
| Œuvres sacrées                         | Œuvres sacrées                  | Œuvres sacrées                                  | Œuvres sacrées                                                     | Œuvres sacrées |
| Messes                                 |                                 |                                                 |                                                                    | |
| -------------------------------------- | ------------------------------- | ----------------------------------------------- | ------------------------------------------------------------------ | --- |
| Messe Verbum incarnatum :              | Introitus : Salve sancta parens | Ms. Q15                                         | fos 1-2                                                            | à 3 voix |
| Messe Verbum incarnatum :              | Kyrie, Sanctus Marie filius     | Ms. Q15                                         | fos 6-7                                                            | Gloria (4 voix) et Credo de Ciconia (fos 2v-6), suivent le Kyrie                                                                              |
| Messe Verbum incarnatum :              | Agnus Dei                       | Ms. Q15                                         | fo 8v-10                                                           | |
| Missa O pulcherrima :                  | Kyrie                           | Ms. Q15                                         | nos 138 à 142 fos 149v-154                                         | autres sources : Ms. 213 no 132 / Ms. 2216 n°2 (Kyrie seul)                                                                                   |
| Missa O pulcherrima :                  | Gloria                          | Ms. Q15                                         | no 139 fos 149v-154                                                | autres sources : Ms. 213 no 133 |
| Missa O pulcherrima :                  | Credo                           | Ms. Q15                                         | no 140 fos 149v-154                                                | autres sources : Ms. 213 no 134 / Ms. 2216 n°29 / 3224 no 5 fo 3 (Credo seul)                                                                 |
| Missa O pulcherrima :                  | Sanctus                         | Ms. Q15                                         | no 141 fos 149v-154                                                | autres sources : Ms. 213 no 149 |
| Missa O pulcherrima :                  | Agnus Dei                       | Ms. Q15                                         | no 142 fos 149v-154                                                | autres sources : Ms. 213 no 142 |
| Missa O pulcherrima                    | Gloria. Et in terra pax         | Ms. Q15                                         | no 38 fos 43v-43 bis                                               | Les deux voix supérieures sont traitées en canon, accompagnées par un instrument, la trompe (tuba sub fuga) tolérée à l'église comme l'orgue. |
| Missa O pulcherrima                    | Credo                           | Ms. Q15                                         | no 39 fos 43 bis v-45                                              | |
| [Missa O pulcherrima]                  | Gloria. Et in terra pax         | Ms. Q15                                         | no 47 fos 54v-55                                                   | |
| Missa O pulcherrima                    | Credo                           | Ms. Q15                                         | no 48 fos 55v-57                                                   | |
|                                        | Gloria. Et in terra pax         | Ms. Q15                                         | no 90 fos 114v-115                                                 | autre source : Ms. 2216 no 37 |
|                                        | Credo. Patrem                   | Ms. Q15                                         | no 91 fos 114v-115                                                 | autre source : Ms. 2216 no 38 |
| Motets                                 |                                 |                                                 |                                                                    | |
| In tua memoria/Qui ad te confugium     |                                 | Ms. 213, Ms. Q15                                | no 10 fo 52v / n°287a/b fos 309v-310                               | |
| O pulcherrima mulierum                 |                                 |                                                 |                                                                    | |
| Tota pulchra es es amica mea et macula |                                 | Ms. 213, Ms. Q15, Ms. 2216, BN 4379, Clm. 14274 | no 80, fo 42v / no 202 fos 238v-239 / no 48 / no 261a fos 136v-138 | à quatre voix |
| Œuvres profanes                        |                                 |                                                 |                                                                    | |
| Ballades                               |                                 |                                                 |                                                                    | |
| Puisque je suy cyprianés               |                                 | Ms. 213                                         | no 115 fo 54v                                                      | Probablement écrit à Venise en 1428, comme les fos 54 et 55. Le texte évoque un amoureux qui pourrait voguer vers sa belle à Chypre.          |
| Tout mon desir et mon voloir           |                                 | Ms. 213                                         | no 111 fo 53                                                       | |
| Rondeaux                               |                                 |                                                 |                                                                    | |
| Amour servir et honnourer              |                                 | BN 4379, Ms. 213                                | fo 64 / no 108 fo 52                                               | à trois voix (BN ténor seul) |
| Ce jour de l’an belle je vous supplye  |                                 | Ms. 213                                         | no 155 fo 72v                                                      | |
| Certes belle quand de vous partiray    |                                 | Ms. 213                                         | no 71 fos 38v-39                                                   | |
| Chanter ne scay                        |                                 | Ms. Q15                                         | no 40 fos 44v-45                                                   | |
| Esclave a dueil et forain de liesse    |                                 | BN 4379, Ms. 213                                | fo 64 / no 118 fo 56                                               | à 3 voix (BN ténor seul) |
| Helas emy ma dame et ma mestresse      |                                 | Ms. Q15                                         | no 28 fos 29v-30,                                                  | à 3 voix |
| Las pouray je mon martire celer        |                                 | Ms. 213                                         | no 175 fo 79v                                                      | |
| Mon doulx espoir mon souvenir          |                                 | Ms. Q15                                         | no 49 fos 55v-56                                                   | à 3 voix |
| Ne me vueilliés belle oblier           |                                 | BN 4379, Ms. 213                                | fo 62 / no 84, fo 44                                               | à 3 voix (BN ténor seul) |
| Or voy je bien que je moray martir     |                                 | Ms. Q15                                         | no 241 fos 273v-274                                                | à 3 voix |
| Puis que je voy belle que ne m’amés    |                                 |                                                 |                                                                    | |
| Quant je mire vos doulce portraiture   |                                 | Ms. 213, BN 4379                                | no 311 fos 132v-133 / fo 55                                        | daté de Venise, mars 1428 |
| Sans desplaisir et sans esmay          |                                 | Ms. 213                                         | no 138 fo 67                                                       | |
| Se ne prenés de moy pité               |                                 | Ms. 213, BN 4379                                | no 64 fos 35v-36 & 307 fos 129v-130 / fo 54                        | daté de Venise, mars 1428. La pièce est très expressive, faite de motifs arpégés, prédilection du compositeur.                                |

Fausse attribution
- La pièce Ce jour le doibt, aussi fait de saison, a été parfois attribuée à Lantins, mais l'œuvre est de Dufay.

## Manuscrits
Sources principales
- Bologne, Museo Bibliografico Musicale, Ms. Q15 (vers 1420–1424). Contient 17 pièces.
- Bologne, Biblioteca Universitaria, Ms. 2216 (origine probable copie de Brescia vers 1420-1440) 57 pages sur papier, 400 par 290 mm. Contient 6 pièces. Dont Gloria (nos 3 & 35), Credo (nos 27 & 36).
- Oxford, Bodleian Library, Ms. canonici Misc. 213[3] = MadanSC 19689 (origine probable : copie d'un manuscrit vénitien, vers 1420–1436[4]). 140 folios de papier, 298 par 215 mm. Contient 16 pièces. Dont, Kyrie, Gloria, Credo (no 132-134, fos ), Agnus Dei (no 142, fo 68).

Autres sources
- Munich, Bayerische Staatsbibliothek, Ms. Mus. 3224 = MaiM 87. Manuscrit de 16 pages et 14 morceaux. Contient seulement le credo de la Missa O pulcherrima (no 5, fo 3) [5].
- Munich, Bayerische Staatsbibliothek, Ms. Latinus monacensis 14274 = Mus. 3232a. (origine : Codex de St. Emmeram de Ratisbonne, vers 1430-1444). Manuscrit composé de 158 folios et de 276 morceaux sur parchemin 285 x 210 mm. Contient uniquement le motet Tota pulchra es (no 261a, fo 136v-138).
- Paris, Bibliothèque nationale, Nouvelles acquisitions françaises Ms. 4379 = SevC 5-1-43. Contient le motet Tota pulchra es, ténor seul (fo 65) et les rondeaux Se ne prenes de moy pite  (fo 54), Quant je mire yo doulce portraiture (fo 55), Ne me vueillies belle oblier, ténor seul (fo 62), Amours servir et honourer, ténor seul (fo 64), Esclave a dueil, ténor seul (fo 64) (BNF 43364190).

## Éditions
- Pièces polyphoniques profanes de provenance liégeoise (XVe), éd. Charles Van den Borren, Bruxelles, Éditions de la Librairie Encyclopédique, 75  p., 1950.

## Discographie
- Arnold et Hugo de Lantins, Œuvres profanes - Ensemble Le Miroir de Musique, Baptiste Romain (avril 2014, Ricercar)
- Arnold de Lantins, Missa Verbum Incarnatum, par les ensembles Capilla Flamenca, Psallentes et Clari Cantuli, dir. Dirk Snellings. Contient aussi le motet O pulcherrina mulierum, ainsi que des pièces de Johannes Brassart et de Johannes Cesaris. (2002, Ricercar CD RIC 207 / en coffret 8CD Ricercar RIC102)[6]
- The St. Emmeram Mensural Codex. Munich, Bayerische Staatsbibliothek, clm 14274, ensemble Stimmwerck (2008, Aeolus AE 10023) Contient le motet Tota pulchra es.
- Music in Flemish Cities and Beguignages 1400-1500, ensemble Capilla Flamenca (1995, Eufoda 1266)
- Musica del XV Secolo in Italia Ensemble Ars Italica (1988, Tactus 40012201) ; contient le motet In tua memoria.
- Missa Verbum incarnatum Dir. Kees Otten (1970, LP Electrola 1C 063-24011)
- Rondeaux du 15e siècle, Musique à la cour de Bourgogne. Dufay, Ockeghem, Obrecht, Pro Musica Antiqua, Dir. Safford Cape, contralto Lina Dauby (1936, Anthologie sonore, 78t[7] ; rééd. 1954, Vanguard Everyman 08 6124 71) Contient le Rondeau Puis que je voy belle que ne m’amés.